# Grand Prix Formule 1 van Rusland 2021
De Grand Prix Formule 1 van Rusland 2021 werd gereden op 26 september op het Sochi Autodrom bij Sotsji. Het was de vijftiende race van het kampioenschap.

## Vrije trainingen

### Uitslagen
- Enkel de top vijf wordt weergegeven.

| Vrije training 1 | Pos.                                                   | Nr.                                                    | Coureur                                                | Constructeur                                           | Tijd                                                   |
| ---------------- | ------------------------------------------------------ | ------------------------------------------------------ | ------------------------------------------------------ | ------------------------------------------------------ | ------------------------------------------------------ |
| Vrije training 1 | 1                                                      | 77                                                     | Valtteri Bottas                                        | Mercedes                                               | 1:34.427                                               |
| Vrije training 1 | 2                                                      | 44                                                     | Lewis Hamilton                                         | Mercedes                                               | 1:34.638                                               |
| Vrije training 1 | 3                                                      | 33                                                     | Max Verstappen                                         | Red Bull-Honda                                         | 1:34.654                                               |
| Vrije training 1 | 4                                                      | 16                                                     | Charles Leclerc                                        | Ferrari                                                | 1:35.117                                               |
| Vrije training 1 | 5                                                      | 5                                                      | Sebastian Vettel                                       | Aston Martin-Mercedes                                  | 1:35.781                                               |
| Vrije training 2 | Pos.                                                   | Nr.                                                    | Coureur                                                | Constructeur                                           | Tijd                                                   |
| Vrije training 2 | 1                                                      | 77                                                     | Valtteri Bottas                                        | Mercedes                                               | 1:33.593                                               |
| Vrije training 2 | 2                                                      | 44                                                     | Lewis Hamilton                                         | Mercedes                                               | 1:33.637                                               |
| Vrije training 2 | 3                                                      | 10                                                     | Pierre Gasly                                           | AlphaTauri-Honda                                       | 1:33.845                                               |
| Vrije training 2 | 4                                                      | 4                                                      | Lando Norris                                           | McLaren-Mercedes                                       | 1:34.154                                               |
| Vrije training 2 | 5                                                      | 31                                                     | Esteban Ocon                                           | Alpine-Renault                                         | 1:34.402                                               |
| Vrije training 3 | Vrije training 3 werd afgelast vanwege zware regenval. | Vrije training 3 werd afgelast vanwege zware regenval. | Vrije training 3 werd afgelast vanwege zware regenval. | Vrije training 3 werd afgelast vanwege zware regenval. | Vrije training 3 werd afgelast vanwege zware regenval. |

## Kwalificatie
Lando Norris behaalde de eerste pole position in zijn carrière en was de 102de coureur die een pole behaalde.
| Pos.                      | Nr. | Coureur            | Constructeur          | Kwalificatietijden | Kwalificatietijden | Kwalificatietijden | Grid  |
| Pos.                      | Nr. | Coureur            | Constructeur          | Q1                 | Q2                 | Q3                 | Grid  |
| ------------------------- | --- | ------------------ | --------------------- | ------------------ | ------------------ | ------------------ | ----- |
| 1                         | 4   | Lando Norris       | McLaren-Mercedes      | 1:47.238           | 1:45.827           | 1:41.993           | 1     |
| 2                         | 55  | Carlos Sainz jr.   | Ferrari               | 1:47.924           | 1:46.521           | 1:42.510           | 2     |
| 3                         | 63  | George Russell     | Williams-Mercedes     | 1:48.303           | 1:46.435           | 1:42.983           | 3     |
| 4                         | 44  | Lewis Hamilton     | Mercedes              | 1:45.992           | 1:45.129           | 1:44.050           | 4     |
| 5                         | 3   | Daniel Ricciardo   | McLaren-Mercedes      | 1:48.345           | 1:46.361           | 1:44.156           | 5     |
| 6                         | 14  | Fernando Alonso    | Alpine-Renault        | 1:47.877           | 1:45.514           | 1:44.204           | 6     |
| 7                         | 77  | Valtteri Bottas    | Mercedes              | 1:46.396           | 1:45.306           | 1:44.710           | 16 *1 |
| 8                         | 18  | Lance Stroll       | Aston Martin-Mercedes | 1:48.322           | 1:46.360           | 1:44.956           | 7     |
| 9                         | 11  | Sergio Pérez       | Red Bull-Honda        | 1:46.455           | 1:45.834           | 1:45.337           | 8     |
| 10                        | 31  | Esteban Ocon       | Alpine-Renault        | 1:48.099           | 1:46.070           | 1:45.865           | 9     |
| 11                        | 5   | Sebastian Vettel   | Aston Martin-Mercedes | 1:47.205           | 1:46.573           |                    | 10    |
| 12                        | 10  | Pierre Gasly       | AlphaTauri-Honda      | 1:47.828           | 1:46.641           |                    | 11    |
| 13                        | 22  | Yuki Tsunoda       | AlphaTauri-Honda      | 1:48.854           | 1:46.751           |                    | 12    |
| 14                        | 6   | Nicholas Latifi    | Williams-Mercedes     | 1:48.252           | Geen tijd          |                    | 18 *2 |
| 15                        | 16  | Charles Leclerc    | Ferrari               | 1:48.470           | Geen tijd          |                    | 19 *3 |
| 16                        | 7   | Kimi Räikkönen     | Alfa Romeo-Ferrari    | 1:49.586           |                    |                    | 13    |
| 17                        | 47  | Mick Schumacher    | Haas-Ferrari          | 1:49.830           |                    |                    | 14    |
| 18                        | 99  | Antonio Giovinazzi | Alfa Romeo-Ferrari    | 1:51.023           |                    |                    | 17 *4 |
| 19                        | 9   | Nikita Mazepin     | Haas-Ferrari          | 1:53.764           |                    |                    | 15    |
| 20                        | 33  | Max Verstappen     | Red Bull-Honda        | Geen tijd          |                    |                    | 20 *5 |
| Q1 107% tijd: 1:53.411 *6 |     |                    |                       |                    |                    |                    |       |

*1 Valtteri Bottas kreeg een gridstraf vanwege een motorwissel.

*2 Nicholas Latifi kreeg een gridstraf vanwege een motorwissel.

*3 Charles Leclerc kreeg een gridstraf vanwege een motorwissel.

*4 Antonio Giovinazzi kreeg een gridstraf van vijf plaatsen voor het wisselen van de versnellingsbak.

*5 Max Verstappen kreeg een gridstraf van drie plaatsen omdat hij als hoofdschuldige werd aangewezen door de stewards na het ongeluk tijdens de GP van Italië en moest later achteraan starten vanwege een motorwissel.

*6 Omdat de kwalificatie op een nat circuit werd verreden was de 107% tijd-regel niet van kracht.

## Wedstrijd
Lewis Hamilton behaalde de honderdste Grand Prix-overwinning in zijn carrière.
| Pos.               | Nr. | Coureur            | Constructeur          | Rondes | Tijd / Oorzaak Uitval | Grid | Punten |
| ------------------ | --- | ------------------ | --------------------- | ------ | --------------------- | ---- | ------ |
| 1                  | 44  | Lewis Hamilton     | Mercedes              | 53     | 1:30:41.001           | 4    | 25     |
| 2                  | 33  | Max Verstappen     | Red Bull-Honda        | 53     | +53.271               | 20   | 18     |
| 3                  | 55  | Carlos Sainz jr.   | Ferrari               | 53     | +1:02.475             | 2    | 15     |
| 4                  | 3   | Daniel Ricciardo   | McLaren-Mercedes      | 53     | +1:05.607             | 5    | 12     |
| 5                  | 77  | Valtteri Bottas    | Mercedes              | 53     | +1:07.533             | 16   | 10     |
| 6                  | 14  | Fernando Alonso    | Alpine-Renault        | 53     | +1:21.321             | 6    | 8      |
| 7                  | 4   | Lando Norris       | McLaren-Mercedes      | 53     | +1:27.224             | 1    | 7S     |
| 8                  | 7   | Kimi Räikkönen     | Alfa Romeo-Ferrari    | 53     | +1:28.955             | 13   | 4      |
| 9                  | 11  | Sergio Pérez       | Red Bull-Honda        | 53     | +1:30.076             | 8    | 2      |
| 10                 | 63  | George Russell     | Williams-Mercedes     | 53     | +1:40.551             | 3    | 1      |
| 11                 | 18  | Lance Stroll       | Aston Martin-Mercedes | 53     | +1:56.198 *1          | 7    |        |
| 12                 | 5   | Sebastian Vettel   | Aston Martin-Mercedes | 52     | +1 ronde              | 10   |        |
| 13                 | 10  | Pierre Gasly       | AlphaTauri-Honda      | 52     | +1 ronde              | 11   |        |
| 14                 | 31  | Esteban Ocon       | Alpine-Renault        | 52     | +1 ronde              | 9    |        |
| 15                 | 16  | Charles Leclerc    | Ferrari               | 52     | +1 ronde              | 19   |        |
| 16                 | 99  | Antonio Giovinazzi | Alfa Romeo-Ferrari    | 52     | +1 ronde              | 17   |        |
| 17                 | 22  | Yuki Tsunoda       | AlphaTauri-Honda      | 52     | +1 ronde              | 12   |        |
| 18                 | 9   | Nikita Mazepin     | Haas-Ferrari          | 51     | +2 rondes             | 15   |        |
| 19†                | 6   | Nicholas Latifi    | Williams-Mercedes     | 47     | Schade ongeluk        | 18   |        |
| DNF                | 47  | Mick Schumacher    | Haas-Ferrari          | 32     | Olielek               | 14   |        |
| Bron: formula1.com |     |                    |                       |        |                       |      |        |

S Lando Norris behaalde een extra punt voor het rijden van de snelste ronde.

*1 Lance Stroll kreeg na de wedstrijd een tijdstraf van tien seconden voor het veroorzaken van een ongeval met Pierre Gasly maar behield de elfde plaats.

† Nicholas Latifi haalde de finish niet maar werd wel geklasseerd aangezien hij meer dan 90% van de raceafstand had afgelegd.

## Tussenstanden wereldkampioenschap
Betreft tussenstanden voor het wereldkampioenschap na afloop van de race.

### Coureurs
| Pos. | Nr. | Coureur          | Constructeur     | Punten |
| ---- | --- | ---------------- | ---------------- | ------ |
| 1    | 44  | Lewis Hamilton   | Mercedes         | 246½   |
| 2    | 33  | Max Verstappen   | Red Bull-Honda   | 244½   |
| 3    | 77  | Valtteri Bottas  | Mercedes         | 151    |
| 4    | 4   | Lando Norris     | McLaren-Mercedes | 139    |
| 5    | 11  | Sergio Pérez     | Red Bull-Honda   | 120    |
| 6    | 55  | Carlos Sainz jr. | Ferrari          | 112½   |
| 7    | 16  | Charles Leclerc  | Ferrari          | 104    |
| 8    | 3   | Daniel Ricciardo | McLaren-Mercedes | 95     |
| 9    | 10  | Pierre Gasly     | AlphaTauri-Honda | 66     |
| 10   | 14  | Fernando Alonso  | Alpine-Renault   | 58     |

### Constructeurs
| Pos. | Constructeur          | Punten |
| ---- | --------------------- | ------ |
| 1    | Mercedes              | 397½   |
| 2    | Red Bull-Honda        | 364½   |
| 3    | McLaren-Mercedes      | 234    |
| 4    | Ferrari               | 216½   |
| 5    | Alpine-Renault        | 103    |
| 6    | AlphaTauri-Honda      | 84     |
| 7    | Aston Martin-Mercedes | 59     |
| 8    | Williams-Mercedes     | 23     |
| 9    | Alfa Romeo-Ferrari    | 7      |
| 10   | Haas-Ferrari          | 0      |